# 결합 마방진

낙서의 3차 결합 마방진

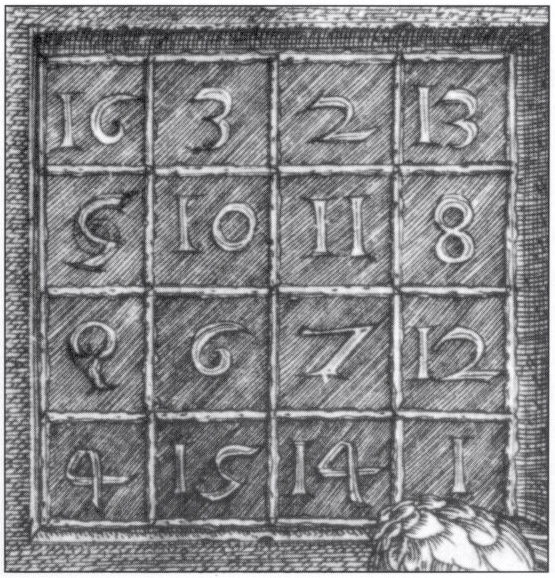
알브레히트 뒤러의 멜랑콜리아 I의 4차 결합 마방진

결합 마방진(結合魔方陣, 영어: associative magic square)은 180도 뒤집으면 합이 같은 보수가 되게 한 마방진이다. 4의 배수가 아닌 짝수 차수로는 존재하지 않는다. 일반적인 결합 마방진의 총 갯수는 없는 경우와, 7차 이하에 대해 알려져 있다. (OEIS의 수열 A081262)